# George Nicoll Barnes
Pour les articles homonymes, voir George Barnes, Nicoll et Barnes.
George Nicoll Barnes, né le 2 janvier 1859 à Lochee (Dundee, Écosse) et mort le 21 avril 1940 à Londres est un homme politique écossais, chef du Parti travailliste et ministre du travail durant la Première Guerre mondiale. Il participe au Traité de Versailles en 1919.

## Jeunesse
George Nicoll Barnes est né le 2 janvier 1859 à Lochee, proche de Dundee. Il est le second des cinq fils de James Barnes, un ingénieur et directeur d'une usine dans le Yorkshire, et son épouse, Catherine Langlands. La famille déménage en Angleterre et s'installe à Ponders End, dans le Middlesex, où son père dirige une usine, dans lequel George lui-même commence à travailler à l'âge de onze ans. Il passe deux ans comme apprenti, d'abord à Lambeth, puis à la fonderie Parker, à Dundee. Après avoir terminé son apprentissage, il travaille pendant deux ans au chantier naval Vickers à Barrow, avant de revenir une fois de plus dans la région de Londres, où il connait le chômage pendant la crise de 1879. En 1882, il épouse Jessie, la fille de Thomas Langlands, avec qui il a deux fils et une fille.

## Carrière
À Londres Barnes devient membre de l'Amalgamated Society of Engineers, il sert comme secrétaire général, et rejoint le Parti travailliste dès sa fondation en 1893. En 1895, il est élu député de Glasgow et en 1906 de Blackfriars Hutchesontown, devenant l'un des deux premiers députés travaillistes d'Écosse, l'autre est Alexander Wilkie.
Il devient chef du Parti travailliste à partir du 14 février 1910 au 6 février 1911. Il est ministre du travail de 1916 à 1917. Il participe au traité de Versailles.
En 1918, le Parti travailliste demande à Barnes de démissionner, mais Barnes refuse. En conséquence, il a été exclu du Parti travailliste.
Après sa démission en tant que ministre au début de 1920, il ne joue aucun rôle plus important dans la vie politique britannique. En mars 1920, il est nommé membre de l'Ordre des Compagnons d'honneur pour ses services ministériels. Il quitte la politique lorsque le Parti travailliste annonce qu'il allait à nouveau présenter un candidat contre lui à l'élection générale de 1922. Comme il est clair que les voix partiraient vers les candidats officiels, et comme il n'a pas envie de servir dans un autre parti, il décide de se retirer de son siège.
Barnes durant sa retraite, continue à soutenir l'Organisation internationale du Travail, il publie plusieurs livres, dp,t son autobiographie. Son plus jeune fils est tué au combat en France tout en servant comme sous-lieutenant durant la Première Guerre mondiale. Il est décédé en 1940 à son domicile londonien, et est enterré dans le cimetière de Fulham.